# ナコーンサワン県

ナコーンサワン県
จังหวัดนครสวรรค์

- この項目は英語版を元に作成されています。

ナコーンサワン県（ナコーンサワンけん、タイ語:จังหวัดนครสวรรค์）は、タイ・北部の県（チャンワット）の一つ。県名の意味は「天国の都市」、古来の名前はパークナムポーである。カムペーンペット県、ピチット県、ペッチャブーン県、ロッブリー県、チャイナート県、ウタイターニー県、ターク県と接する。

## 地理
ピン川とナーン川がナコーンサワン県内で合流し、ここでチャオプラヤー川を形成する。
ボーラペット湖は212 km2の面積を持つタイ最大の沼地である。水鳥が多く住み、一部は禁漁区となっている。

## 歴史
ナコーンサワンはドヴァーラヴァティー王国時代からの歴史を有する町である。スコータイ王朝時代は、スコータイの南の前衛都市として機能し、ムアン・プラバーンと呼ばれた。アユタヤ王朝時代もピン川とナーン川が合流する地点にあることから物流の中心地として栄えた。また、ビルマ軍のアユタヤ攻撃ルートの中にある軍事的要所であった。タークシン王はプラバーンを基地として用いた。
ラーマ4世（モンクット）がボウリング条約にサインすると米やチーク材の取引の中心として機能しナコーンサワンの繁栄が始まった。しかし、1922年のタイ国鉄の開通、1932年の立憲革命の前の世界恐慌、1950年のパホンヨーティン通りの開通に伴い、ナコーンサワンの重要性は低下した。
1895年、ラーマ5世（チュラーロンコーン）はモントン・ナコーンサワンを設置し、ナコーンサワンをその中心においた。

## 県章

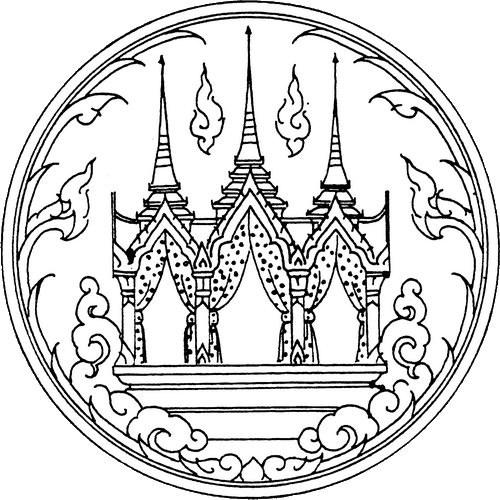
県章

|  | 「ナコーンサワン」＝「天国の都市」をシンボライズし、雲の上に三つの頂上を持つ離宮がデザインされている。 県木・県花はオオバサルスベリ。 |

## 行政区
ナコーンサワン県は15の郡（アムプー）に分けられ、その下位に130のタムボンと1328の村（ムーバーン）がある。
| ナコーンサワン県の郡 | 1. ムアンナコーンサワン郡 2. クロークプラ郡 3. チュムセーン郡 4. ノーンブワ郡 5. バンポットピサイ郡 6. カオリアオ郡 7. タークリー郡 8. タータコー郡 | 1. パイサーリー郡 2. パユハキーリー郡 3. ラートヤーオ郡 4. タークファー郡 5. メーウォン郡 6. メープーン郡 7. チュムターボン郡 |